# Breitenfeld

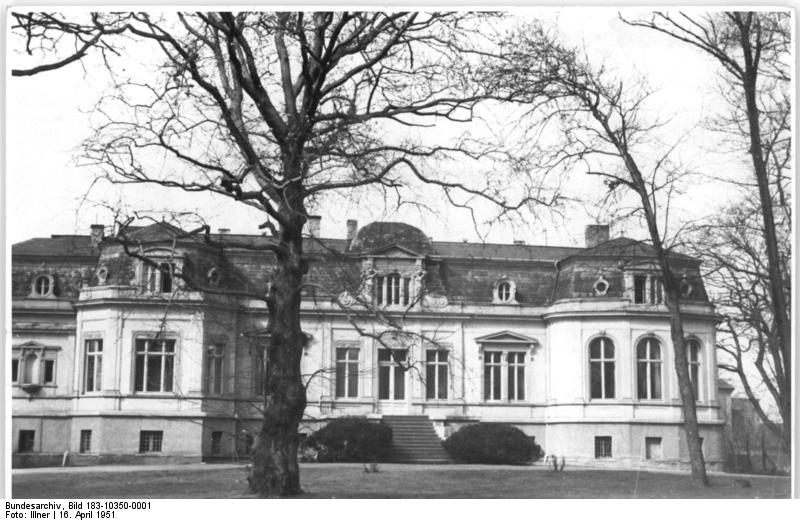
Huvudbyggnaden till Breitenfeld gård var 1951 ett kulturhus.

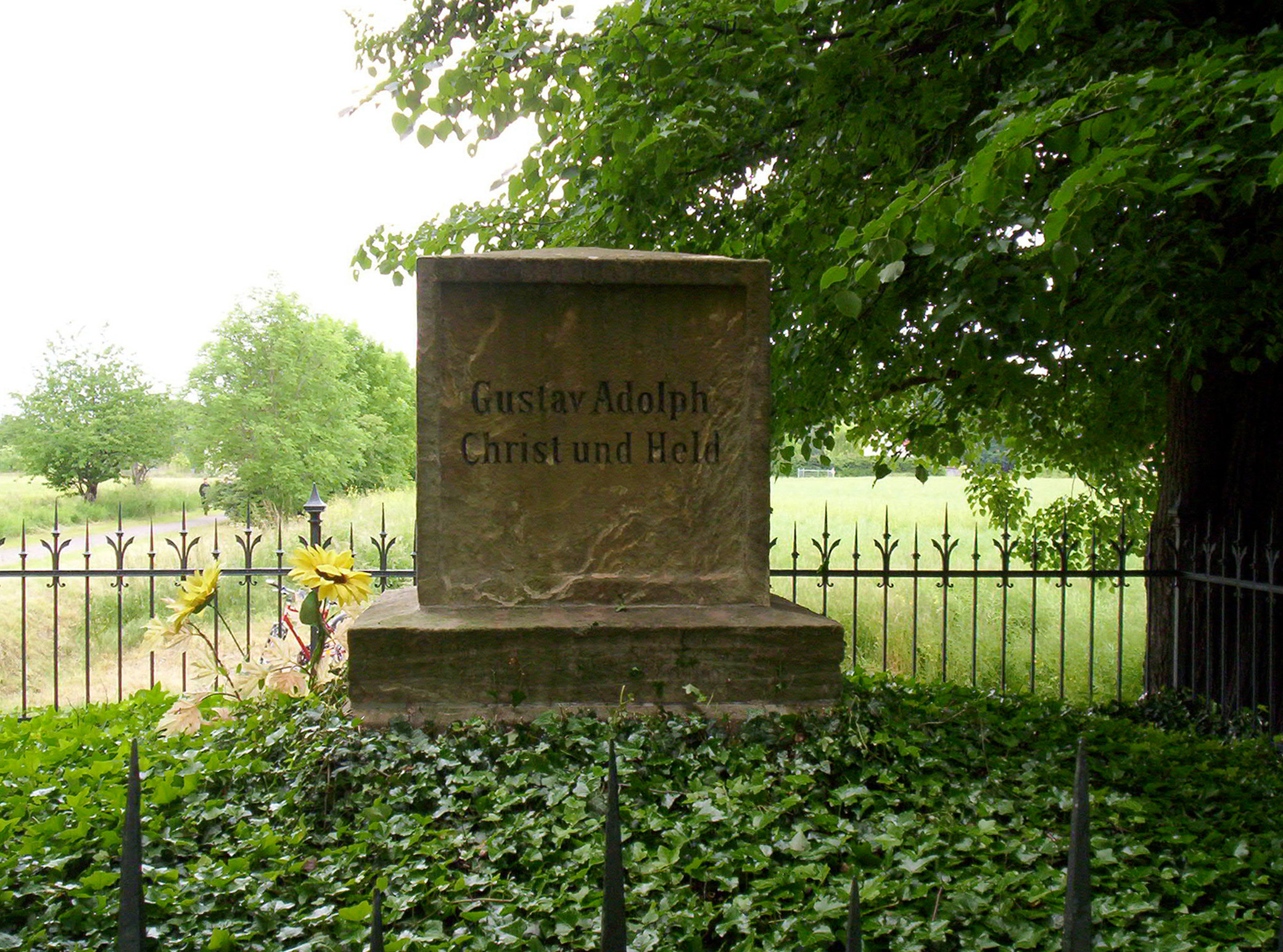
Minnesmärke.

Breitenfeld var tidigare en by, mest känd i Sverige för slaget vid Breitenfeld 1631. Orten blev 1923 en del av Lindenthal. År 1999 inkorporerades området med staden Leipzig, där det ligger norr om stadsdelen Gohlis, öster om Lindenthal och väster om Wiederitzsch.
Orten nämns 1271 för första gången i en urkund. I skriften köper Merseburgs stift gården från markgreve Dietrich von Landsberg. Sedan ägdes platsen av olika sachsiska adelsätter.
Åren 1631 och 1642 utkämpades vid Breitenfeld betydande slag under trettioåriga kriget. I det första vann Gustav II Adolf över Johann Tserclaes Tilly. Det andra vanns av Lennart Torstenson över Ottavio Piccolomini.

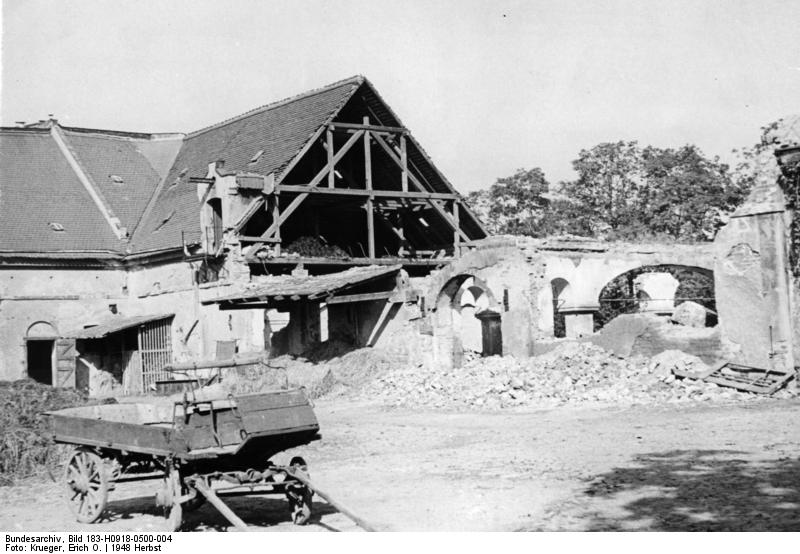
Delar av gården revs 1948.

Under slaget vid Leipzig 1813 hade Gebhard Leberecht von Blücher sitt säte i Breitenfelds kvarn.
I Breitenfeld invigdes 1831 ett minnesmärke över Gustav II Adolfs triumf. Texten lyder: „Gustav Adolph, Christ und Held, Rettete bei Breitenfeld Glaubensfreiheit für die Welt. Am 7. September 1631 / 1831.“ (Gustav Adolf, kristen och hjälte, räddade i Breitenfeld, religionsfrihet för världen. Den 7 september 1631 / 1831.)
I Breitenfeld finns sedan 2002 en byggnad för hemlösa djur (Tierheim) och Breitenfeld gård hyser ett hotell.